# ۶۶۵ (میلادی)
۶۶۵ (میلادی) ششصد و شصت و پنجمین سال تقویم میلادی است.

## مناسبت‌ها
امپراتریس زتیان به عنوان نایب السلطنه همسر بیمارش کائوزونگ (دودمان تانگ)  بر سلسله تانگ حکومت کرد

## درگذشتگان
‎